# Datula
Datula (feniks, Lat.: Phoenix), rod palmi iz porodice Arecaceae i potporodice Coryphoideae raširenih po oazama sjeverne Afrike (uključujući Kanarske otoke) i nekim otocima i državama Mediterana (Kreta, Turska) i nekim zemljama južne Azije, obalnom području u Indiji, poluotoku Malaja, Mjanmaru, Bangladešu, Tajlandu, Kambodži, Vijetnamu i otoku Sumatra. Rodu pripada 14 priznatih vrsta.

## Uporaba
Datulja P. dactilyfera je važan izvor prehrane beduinskih plemena Afrike a ima i komercijalnu važnost (izvoz). Za nju se zna da je veoma ljekovita. Odličan je izvor željeza, 100 grama datulja sadrži oko 0,90 željeza, nadalje sadrži lutein i zeaksantin koje kod datulje datulje nazivaju "vitaminima za oči"; zaustavlja proljev i lijek za tvrdu stolicu, regulira tjelesnu težinu, snižava kolesterol, smanjuju krvni tlak, štiti od moždanog udara i energetski je stimulans.

## Vrste
1. Phoenix acaulis Roxb.
2. Phoenix andamanensis S.Barrow
3. Phoenix atlantica A.Chev.
4. Phoenix caespitosa Chiov.
5. Phoenix canariensis Chabaud
6. Phoenix dactylifera L.
7. Phoenix × intermedia Naudin ex Becc.
8. Phoenix loureiroi Kunth
9. Phoenix × nabonnandii Nabonn.
10. Phoenix paludosa Roxb.
11. Phoenix pusilla Gaertn.
12. Phoenix reclinata Jacq.
13. Phoenix roebelenii O'Brien
14. Phoenix rupicola T.Anderson
15. Phoenix sylvestris (L.) Roxb.
16. Phoenix theophrasti Greuter